# سوگیتو، سایتاما
سوگیتو، سایتاما (به لاتین: Sugito, Saitama) یک منطقهٔ مسکونی در ژاپن است که در استان سایتاما واقع شده‌است. سوگیتو ۳۰٫۰۳ کیلومتر مربع مساحت و ۴۵٬۴۵۹ نفر جمعیت دارد.

## خواهرخوانده
شهر باسلتون خواهرخواندهٔ سوگیتو، سایتاما هست.